# Ulica Przejście Żelaźnicze we Wrocławiu
Ulica Przejście Żelaźnicze (j. niem. Eisenkram) – ulica znajdująca się we Wrocławiu na Starym Mieście, w wewnętrznej części tretu. Przecinając środkową część bloku zabudowy śródrynkowej łączy zachodnią i wschodnią część Rynku. Ma 114 metrów długości

## Historia
Najstarsza wzmianka o ulicy pochodzi z miejskiej księgi podatkowej z 1403 roku. W tym miejscu znajdowały się od XIII wieku drewniane kramy tzw. bogate, tworzące nieregularną pierzeję, w których handlowano różnymi towarami; pomieszczenia w budynkach spełniały funkcje magazynów. Po raz pierwszy Kramy Bogate zostały wymienione w dokumencie wydanym w 1266 roku przez księcia Henryka III. Nad kramami znajdowały się daszki osłaniające przed deszczem. Po 1327 roku drewniane budynki zostały zastąpione nowymi kamienicami o konstrukcji szachulcowej oraz murowanymi. W przeciągu kolejnych dziesięcioleci do parterowych pomieszczeń dobudowywano kolejne kondygnacje, głównie na cele mieszkalne. Pod koniec XIV wieku wszystkie kramy były już murowane. Wąskie przejście w połączeniu z kolejnymi kondygnacjami stawało się zbyt zaciemnione i traciło na atrakcyjności. Handel ograniczono z czasem jedynie do wyrobów żelaznych, od których przejście otrzymało nazwę Kramy Żelazne. Handel wyrobami żelaznymi odbywał się do końca XIX wieku. 
Po 1576 roku uliczka od strony wschodniej i zachodniej została zamknięta przejazdami bramnymi kamienic lub, od strony zachodniej budynku Nowego Ratusza.

## Po 1945
Podczas działań wojennych w 1945 roku budynki stojące przy zachodniej części Przejścia uległy zniszczeniu, a następnie zostały rozebrane. Oba przejścia, Garncarskie i Żelaźnicze, otrzymały swoje oficjalne nazwy 24 marca 1948 roku.